# Eddie Sinclair
Eddie Sinclair (* 5. Mai 1937; † Januar 2005) war ein schottischer Snookerspieler, der nach sieben schottischen Meistertiteln zwischen 1979 und 1994 fünfzehn Jahre als Profispieler verbrachte.

## Karriere

### Amateurjahre
Sinclair machte erstmals auf sich aufmerksam, als er 1955 britischer U18-Meister wurde. Vier Jahre später verlor er zunächst das Finale der schottischen Snooker-Meisterschaft gegen John Phillips, gewann dann aber gegen A. Kelloe die Scottish Open Championship. Im nächsten Jahr gelang ihm der Doppelsieg, als er bei der Scottish Open Championship Bert Demarco und bei der Snooker-Meisterschaft Andy Kennedy besiegte. Kennedy besiegte Sinclair jedoch 1963 im Halbfinale der Open Championship, sodass ihm nur der Meistertitel blieb, den er mit einem 6:3-Sieg über David Miller erneut gewann. 1964 verlor er bei der Open Championship erneut im Halbfinale gegen Kennedy, wobei er auch bei der nationalen Meisterschaft seinen Titel abgeben musste, als er im Finale John Phillips unterlag. Zudem soll Sinclair auch 1966 das Finale der nationalen Meisterschaft erreicht haben, was aber bedingt durch weitere, sich von dieser Annahme unterscheidenden Angaben als unsicher gelten kann. Dagegen gewann Sinclair vermutlich in den Jahren 1967 und 1968 das Turnier. Ebenso unsicher ist die Angabe, dass Sinclair 1971 im Finale der nationalen Meisterschaft David Sneddon unterlag.
Zuvor nahm Sinclair 1970 erstmals an der Amateurweltmeisterschaft teil, wo er allerdings in der Gruppenphase ausschied. 1973 gewann er dagegen erneut gegen Jules Zonfrillo die schottische Snooker-Meisterschaft und gemäß einer Quelle auch die Scottish Open Championship, wobei für letztere Angabe auch andere Versionen existieren. 1974 unterlag Sinclair David Sneddon im Finale der nationalen Meisterschaft. Im selben Jahr erhielt er die Teilnahmeberechtigung für die Norwich Union Open, bei denen er mit 0:5 gegen Graham Miles sein Auftaktspiel verlor. Ebenso erreichte er 1974 das Halbfinale der Amateurweltmeisterschaft und verlor gegen Ray Edmonds, bevor er sich auch im Spiel um Platz drei Pascal Burke geschlagen geben musste. Im nächsten Jahr gewann er zum einen mit einem 6:1-Sieg über John Phillips die schottische Snooker-Meisterschaft und zum anderen gegen Murdo MacLeod die Scottish Open Championship. 1976 verteidigte er seine nationale Meisterschaft mit einem 6:1-Sieg über David Sneddon, bevor er im selben Jahr in der Gruppenphase der IBSF Snookerweltmeisterschaft ausschied. Nachdem er 1977 im Halbfinale der schottischen Snooker-Meisterschaft verloren hatte, verlor er 1979 im Finale der Scottish Open Championship gegen John Phillips. Im selben Jahr wurde er Profispieler, womit er im relativ hohen Alter von 42 Jahren der zu diesem Zeitpunkt einzige schottische Profispieler wurde. Zuvor arbeitete der Schotte als LKW-Fahrer auf Langstrecke und in der Ölindustrie von Sullom Voe.

### Erste Profijahre
Sinclair startete erst in der zweiten Hälfte seiner ersten Profisaison mit Turnierteilnahmen. Gleich bei seinem ersten Turnier, der Scottish Professional Championship, welche nur aus einem Endspiel bestand, war er mit einem 11:6 über Chris Ross siegreich. Zum Ende der Saison gelang ihm mit Siegen über Mario Morra und Derek Mienie der Einzug in die Hauptrunde der Snookerweltmeisterschaft, in der er sich Jim Meadowcroft geschlagen geben musste. In der nächsten Saison erreichte er das Achtelfinale der UK Championship und – durch einen knappen 9:8-Sieg über Paddy Morgan – erneut die Hauptrunde der Snookerweltmeisterschaft, wo er mit Dennis Taylor und Cliff Wilson jeweils gegen einen führenden Spieler verlor. Zudem verlor er bei der Scottish Professional Championship sein Auftaktspiel gegen Jim Donnelly. Während er nach seiner ersten Profisaison sich nicht auf der Weltrangliste qualifizieren konnte, belegte er im Anschluss an die Saison 1980/81 Rang 30 der Weltrangliste.
Während der Saison 1981/82 verlor Sinclair bei der Mehrheit der Turniere sein Auftaktspiel oder schied in der ersten Gruppenphase aus. Lediglich bei drei Turnieren gewann er sein Auftaktspiel, wobei er bei der Snookerweltmeisterschaft in der Runde der letzten 48 und bei der UK Championship in der vierten Qualifikationsrunde ausschied. Dagegen gelang ihm bei der Scottish Professional Championship mit Siegen über John Phillips und Matt Gibson der Einzug ins Finale, in dem er durch einen 11:7-Sieg über Ian Black zum zweiten Mal das Turnier gewann. Dennoch verlor er zum Ende der Saison seinen Weltranglistenplatz.
In der folgenden Saison kam Sinclair nur in zwei Fällen nicht über die erste Runde hinaus, schied aber bei der Snookerweltmeisterschaft in der Runde der letzten 48 und bei den International Open sowie bei der UK Championship in der Runde der letzten 32 aus. Sein bestes Saison- und gleichwohl auch Karriereergebnis bei einem Ranglistenturnier fuhr er jedoch beim Professional Players Tournament ein, bei dem er mit Siegen über Fred Davis und Jim Meadowcroft das Achtelfinale erreichte und in diesem gegen Terry Griffiths verlor. Auf der Weltrangliste wurde er im Folgenden auf Rang 26 geführt, welcher von Sinclair nie übertroffen werden konnte.

### Absturz auf Rang 76
Im Verlaufe der Saison 1983/84 verlor Sinclair erneut zwei Auftaktspiele und schied bei vier weiteren Turnieren in der jeweils zweiten Runde, zumeist der Runde der letzten 32, aus. Darunter war beispielsweise auch die erste Hauptrunde der Snookerweltmeisterschaft, für die er sich durch einen 10:1-Sieg über Paddy Browne zum zweiten Mal qualifiziert hatte. Zudem gelang ihm bei der Scottish Professional Championship erneut der Einzug ins Finale, das er jedoch mit 9:11 gegen Murdo MacLeod verlor. Auf der Weltrangliste fiel er infolgedessen dennoch aus den Top 32 hinaus und belegte nun Rang 33.
Während der nächsten Saison verlor Sinclair jedoch wieder vier Auftaktspiele und schied bei der UK Championship sowie beim Costa Del Sol Classic in der jeweils zweiten Runde aus. Sein bestes Saisonergebnis bei einem Ranglistenturnier erreichte er mit seiner Teilnahme an der Runde der letzten 32 der International Open, während bei allen Turnieren dieses Ergebnis durch seine erneute Finalteilnahme bei der Scottish Professional Championship übertroffen wurde, wo er jedoch erneut Murdo MacLeod mit 2:10 unterlag. Auf der Weltrangliste verlor er trotzdem fünf weitere Plätze.
Mit den folgenden beiden Saisons verschlechtere sich Sinclairs Form jedoch deutlich, als er bei keinem einzigen Ranglistenturnier über die Runde der letzten 64 hinaus kam. Sowohl in der Spielzeit 1985/86 als auch in der folgenden Saison verlor er zudem bei einem Großteil der Turniere seine Auftaktspiele, sodass er auf der Weltrangliste über Rang 70 auf Platz 76 abstürzte.

### Letzte Profijahre
Während der folgenden drei Saisons 1987/88, 1988/89 und 1989/90 gelang es Sinclair teils nur selten, überhaupt die Runde der letzten 64 zu erreichen. Während er in der Saison 1987/88 noch bei den International Open und bei der Snookerweltmeisterschaft diese Runde erreichte, gelang ihm dies in der nächsten Saison nur noch bei den European Open. Dafür gelang ihm beim ersten Event der WPBSA-Non-Ranking-Serie der Einzug ins Viertelfinale sowie beim dritten Event der Einzug ins Achtelfinale. In der Saison 1989/90 erreichte er immerhin bei fünf Ranglistenturnieren die Runde der letzten 64, schied aber jeweils in dieser aus. Auf der Weltrangliste stürzte er somit über Rang 85 auf Rang 94 ab, verbesserte sich aber durch die Ergebnisse der letzten Saison auf Rang 93.
In der nächsten Saison schaffte es Sinclair nicht einmal mehr, bei einem Ranglistenturnier die Runde der letzten 64 zu erreichen, sondern schied bei insgesamt vier Turnieren in der Runde der letzten 96 aus. Während er in der daraufhin folgenden Saison 1991/92 bei lediglich drei Turnieren sein Auftaktspiel gewinnen konnte und damit nur noch in zwei Fällen die Runde der letzten 96 erreichen konnte, gewann er in der Saison 1992/93 nur noch bei den British Open sein Auftaktspiel und schied dort nach insgesamt zwei Siegen in der Runde der letzten 128 aus. Auf der Weltrangliste stürzte er somit über die Plätze 102 und 157 auf Rang 220 ab. Infolgedessen nahm er in der Saison 1993/94 nur noch an der Benson and Hedges Championship teil, bei der er mit 4:5 gegen Gerard Greene sein Auftaktspiel verlor. Nachdem er auf der Weltrangliste seinen Weltranglistenplatz verloren hatte, beendete Sinclair nach fünfzehn Profisaisons seine Profikarriere. Als Hauptgrund dafür gilt ein lang anwährendes Fußproblem.
In den folgenden Jahren lebte Sinclair in Knightswood, einem Stadtteil von Glasgow, und spielte regelmäßig in einem lokalen Club Snooker. Er starb im Januar 2005 im Alter von 67 Jahren.

## Rezeption
Der Kanadier Bill Werbeniuk und Eddie Sinclair werden beide von der Sunday Times als „führende Trinker des Snookers“ bezeichnet, auch, weil beide Spieler einen ganztägigen Trinkwettbewerb untereinander ausfochten, den Werbeniuk gewann, als es Sinclair nach 41 Pinten nicht schaffte, mit den 42 Pinten von Werbeniuk gleichzuziehen. Der Herald dagegen hebt Sinclairs Wirkung auf die Anzahl der schottischen Profispieler hervor: Nachdem Sinclair Profispieler geworden war, zogen binnen der nächsten Jahre zahlreiche Spieler nach.

## Erfolge
| Ausgang         | Jahr | Turnier                            | Finalgegner     | Ergebnis  |
| --------------- | ---- | ---------------------------------- | --------------- | --------- |
| Amateurturniere |      |                                    |                 |           |
| Sieger          | 1959 | Britische U18-Meisterschaft        | Alex Hope       | 5:0       |
| Zweiter         | 1959 | Schottische Snooker-Meisterschaft  | John Phillips   | 4:6       |
| Sieger          | 1959 | Scottish Open Championship         | A. Kelloe       | 6:4       |
| Sieger          | 1960 | Scottish Open Championship         | Bert Demarco    | 6:4       |
| Sieger          | 1960 | Schottische Snooker-Meisterschaft  | Andy Kennedy    | 6:3       |
| Sieger          | 1963 | Schottische Snooker-Meisterschaft  | David Miller    | 6:3       |
| Zweiter         | 1964 | Schottische Snooker-Meisterschaft  | John Phillips   | 4:6       |
| Zweiter         | 1966 | Schottische Snooker-Meisterschaft  | John Phillips   | 2:6       |
| Sieger          | 1967 | Schottische Snooker-Meisterschaft  | Bert Demarco    | unbekannt |
| Sieger          | 1968 | Schottische Snooker-Meisterschaft  | Jules Zonfrillo | unbekannt |
| Zweiter         | 1971 | Schottische Snooker-Meisterschaft  | David Sneddon   | 3:6       |
| Sieger          | 1973 | Schottische Snooker-Meisterschaft  | Jules Zonfrillo | 6:2       |
| Sieger          | 1973 | Scottish Open Championship         | Bill McKerron   | 6:3       |
| Zweiter         | 1974 | Schottische Snooker-Meisterschaft  | David Sneddon   | 4:6       |
| Sieger          | 1975 | Schottische Snooker-Meisterschaft  | John Phillips   | 6:1       |
| Sieger          | 1975 | Scottish Open Championship         | Murdo MacLeod   | unbekannt |
| Sieger          | 1976 | Schottische Snooker-Meisterschaft  | David Sneddon   | 6:1       |
| Zweiter         | 1979 | Scottish Open Championship         | John Phillips   | unbekannt |
| Profiturniere   |      |                                    |                 |           |
| Sieger          | 1980 | Scottish Professional Championship | Chris Ross      | 11:6      |
| Sieger          | 1982 | Scottish Professional Championship | Ian Black       | 11:7      |
| Zweiter         | 1983 | Scottish Professional Championship | Murdo MacLeod   | 9:11      |
| Zweiter         | 1985 | Scottish Professional Championship | Murdo MacLeod   | 2:10      |

Anmerkungen:
- kursiv: Angaben nicht gesichert